# العلاقات الإريترية البيروية
العلاقات الإريترية البيروفية هي العلاقات الثنائية التي تجمع بين إريتريا وبيرو.

## مقارنة بين البلدين
هذه مقارنة عامة ومرجعية للدولتين:
| وجه المقارنة                                              | إريتريا                                      | بيرو                                   |
| --------------------------------------------------------- | -------------------------------------------- | -------------------------------------- |
| المساحة (كم2)                                             | 117.60 ألف                                   | 1.29 مليون                             |
| عدد السكان (نسمة)                                         | 6.33 مليون                                   | 32.16 مليون                            |
| الكثافة السكانية (ن./كم²)                                 | 53.83                                        | 24.93                                  |
| العاصمة                                                   | أسمرة                                        | ليما                                   |
| اللغة الرسمية                                             | اللغة التغرينية، اللغة العربية، لغة إنجليزية | اللغة الإسبانية، اللغة الأيمرية، كتشوا |
| العملة                                                    | ناكفا                                        | سول بيروفي جديد                        |
| الناتج المحلي الإجمالي (بليون دولار)                      | 2.61 مليار                                   | 211.39 مليار                           |
| الناتج المحلي الإجمالي (تعادل القوة الشرائية) بليون دولار |                                              | 393.13 مليار                           |
| الناتج المحلي الإجمالي الاسمي للفرد دولار أمريكي          |                                              | 6.03 ألف                               |
| الناتج المحلي الإجمالي للفرد دولار أمريكي                 |                                              | 11.99 ألف                              |
| مؤشر التنمية البشرية                                      | 0.391                                        | 0.740                                  |
| رمز المكالمات الدولي                                      | +291                                         | +51                                    |
| رمز الإنترنت                                              | .er                                          | .pe                                    |
| المنطقة الزمنية                                           | ت ع م+03:00                                  | توقيت بيرو، 00                         |

## منظمات دولية مشتركة
يشترك البلدان في عضوية مجموعة من المنظمات الدولية، منها:
| علم المنظمة | اسم المنظمة                        | تاريخ انضمام إريتريا | تاريخ انضمام بيرو |
| ----------- | ---------------------------------- | -------------------- | ----------------- |
|             | مؤسسة التمويل الدولية              | 11 أكتوبر 1995       | 20 يوليو 1956     |
|             | منظمة حظر الأسلحة الكيميائية       | ?                    | ?                 |
|             | يونسكو                             | 2 سبتمبر 1993        | 21 نوفمبر 1946    |
|             | الاتحاد الدولي للاتصالات           | 6 أغسطس 1993         | 12 يوليو 1915     |
|             | الأمم المتحدة                      | 28 مايو 1993         | 31 أكتوبر 1945    |
|             | منظمة الشرطة الجنائية الدولية      | ?                    | ?                 |
|             | البنك الدولي للإنشاء والتعمير      | 6 يوليو 1994         | 31 ديسمبر 1945    |
|             | الاتحاد البريدي العالمي            | ?                    | ?                 |
|             | مؤسسة التنمية الدولية              | 6 يوليو 1994         | 30 أغسطس 1961     |
|             | وكالة ضمان الاستثمار متعدد الأطراف | 10 سبتمبر 1996       | 2 ديسمبر 1991     |